# Центральний федеральний округ
Центральний федеральний округ (рос. Центра́льный федера́льный о́круг) — один із восьми федеральних округів Росії. Не зважаючи на назву розташований на заході європейської частини Російської Федерації. Слово «Центральний» має політичне і історичне значення. Населення — 38 000 651 осіб за переписом 2002 року (26,18 % від населення країни), площа — 652 800 км² (3,82 % площі країни). Регіональний центр — місто Москва. Поточний представник президента в регіоні — Полтавченко Георгій Сергійович.

## Склад округу

Склад округу

Центральний федеральний округ включає 18 суб'єктів Російської Федерації:
1. Бєлгородська область;
2. Брянська область;
3. Владимирська область;
4. Воронезька область;
5. Івановська область;
6. Калузька область;
7. Костромська область;
8. Курська область;
9. Липецька область;
10. Москва;
11. Московська область;
12. Орловська область;
13. Рязанська область;
14. Смоленська область;
15. Тамбовська область;
16. Тверська область;
17. Тульська область;
18. Ярославська область.